# クスリのマルエ
株式会社クスリのマルエ（英: Kusurinomarue Co.,Ltd.）は、群馬県前橋市に本社を置き、群馬県、栃木県、埼玉県内にドラッグストア及び調剤薬局等を展開している企業。ウエルシアホールディングスの連結子会社。ドラッグストアの店舗ブランド名は「マルエドラッグ」。調剤薬局の店舗ブランド名は「マルエ薬局」。

## 概要
1951年、群馬県勢多郡大胡町（現前橋市）に薬局、マルエ薬品堂として創業。1973年、株式会社クスリのマルエを設立、本格的にドラッグストアのチェーン展開を始めた。
ドラッグストアのマルエドラッグの他、調剤薬局のマルエ薬局、託児施設のキッズワールド、介護用品販売のエイジフリーを展開している。
ロゴマークはモスバーガーのロゴと酷似しているが無関係の企業である。

## 沿革
- 1951年（昭和26年） - 群馬県勢多郡大胡町にマルエ薬品堂創業。
- 1973年（昭和48年） - 株式会社クスリのマルエ設立。ドラッグストア一号店（大胡店）オープン。
- 1987年（昭和62年） - A.J.D.（オールジャパンドラッグ）に加盟。
- 1994年（平成6年） - 調剤薬局1号店（東店）オープン。
- 2001年（平成13年） - 足利市に山川店オープン。栃木県初進出。
- 2002年（平成14年） - 総売上高100億円を突破。
- 2003年（平成15年） - 行田市に行田藤原店オープン。埼玉県初進出。
- 2016年（平成28年） - 5月13日にウエルシアホールディングスと資本業務提携の契約を締結。6月1日には株主からの譲受により株式の20%を取得[2]。その後ハピコムにも加盟した。
- 2020年（令和2年） - 6月1日にウエルシアホールディングスが当社株式の31%を追加取得し、同社の子会社となった[3]。

## 店舗

### マルエドラッグ

#### 群馬県
- 前橋市
  - 大胡店
  - 片貝店
  - 文京店
  - 元総社店
  - 六供店
  - 駒形店
  - 川原店
  - 箱田店

- 高崎市
  - 倉賀野店
  - 飯塚店
  - 群馬町店
  - 榛名店
  - 並榎店
  - 高崎寺尾店
  - 高崎上小鳥店
  - 高崎小八木店
  - 高崎新保店
  - 高崎箕郷店
  - 高崎新町店
  - 吉井店
  - 高崎駅西口店

- 伊勢崎市
  - 昭和店
  - 韮塚店
  - 宮子店
  - 伊勢崎南千木店
  - 田部井店
  - 富塚店

- 太田市
  - 鳥山店
  - 内ヶ島店
  - 太田南矢島店
  - 太田大原店
  - 新井店

- 富岡市
  - 富岡一ノ宮店
  - フォリオ富岡店

- 藤岡市
  - 藤岡中央店
  - 鬼石店

- 安中市
  - 安中杉並木店
  - 安中郷原店

- 渋川市
  - 渋川石原店
  - 渋川子持店

- 桐生市
  - 相生店
  - 新里店
  - 桐生東店

- みどり市
  - みどり大間々店

- 佐波郡玉村町
  - 玉村福島店

- 北群馬郡吉岡町
  - 吉岡店

#### 栃木県
- 足利市
  - 山川店
  - コンフォモール八幡店

#### 埼玉県
- 行田市
  - 行田藤原店
  - 行田持田店
  - 行田佐間店

- 本庄市
  - 本庄柏店

- 児玉郡上里町
  - 上里店

### マルエ薬局

#### 群馬県
- 前橋市
  - センター店
  - 川原店
  - 樋越店
- 大胡店（マルエドラッグ大胡店に併設）

- 高崎市
  - 小八木店（マルエドラッグ高崎小八木店に併設）
  - 箕郷店（マルエドラッグ高崎箕郷店に併設）

- 伊勢崎市
  - 東店